# Der Blaue Reiter
Der Blaue Reiter ("O Cavaleiro Azul") foi um grupo de artistas da Neue Künstlervereinigung München, em Munique, Alemanha. De inspiração expressionista, o grupo formou-se em 1911, a partir de emigrantes russos e alemães. Dele, os principais integrantes foram Wassily Kandinsky, Alexej von Jawlensky, Franz Marc, August Macke, Paul Klee e Marianne von Werefkin. O movimento expressionista Der Blaue Reiter ocorreu em 1911 até 1914, juntamente com Die Brücke (A Ponte), fundado no ano de 1905, em Dresden. Ambos foram os mais importantes movimentos do expressionismo alemão.

## Características

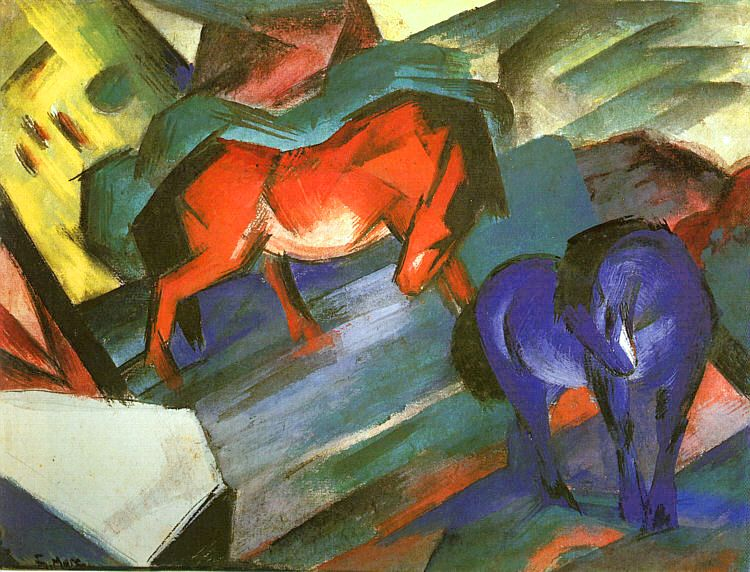
Cavalos vermelho e azul, de Franz Marc (1912).

Opunha-se ao cubismo, do qual reconhece a ação renovadora mas contesta o fundamento racionalista e implicitamente realista.
Pretendia ver a Natureza e o Ser Humano a partir das experiências, sensações e sentimentos individuais, mas com um sentido universal, para a construção de uma arte pessoal, fundada na meditação que, tal como disse Kandinsky (fundador e idealizador do grupo), nascesse da necessidade interior.
Sem um programa preciso, mas com uma orientação decididamente espiritualista, Der Blaue Reiter editou uma revista, Almanach der Blaue Reiter, datada de 1912, e organizou diversas exposições. O almanaque foi uma importante afirmação da intenção artística do grupo, que aspirava criar uma nova imagem da história da arte. Incluía ensaios sobre várias linguagens, como um sobre música e texto escritos por David Burliuk, além de pinturas de artistas de Der Blaue Reiter. O material também mostrava o interesse do grupo pelo misticismo. Em suma, os trabalhos de Kandinksy, Mac e Macke, expoente do grupo, declaravam uma crença na eficácia simbólica e psicológica da arte abstrata.
A primeira exposição, entre dezembro de 1911 e janeiro de 1912, ocorreu na galeria Thannhauser, em Munique. Depois ela inaugurou a Sturm-Galeria, em Berlim, e foi vista em Colônia, Hagen e Frankfurt. As obras dos artistas de O Cavaleiro Azul foram complementadas pelas de vários outros, incluindo Heinrich Campendonk, Elizabeth Epstein, J. B. Niestlé, Eugen Kahler, Albert Bloch, os russos David e Vladímir Burliuk, o francês Robert Delaunay e Henry Rousseau, além de trabalhos do austro-húngaro Schönberg.
A segunda exposição, ocorrida entre fevereiro a abril de 1912, na galeria Goltz, em Munique, foi ainda mais destemida e ambiciosa. Lá estavam reunidos 315 trabalhos — aquarelas, desenhos e gravuras — de autoria de 31 artistas alemães, franceses e russos, incluindo Nolde, Max Pechstein, Ernst Ludwig Kirchner, Heckel, Paul Klee, Alfred Kubin, Hans Arp, Picasso, Georges Braque, Robert Delaunay, Maliêvitch, Michial Lariônov e Natalia Gontcharova.

Essas exposições foram bem recebidas pela classe de artistas, mas foram mal compreendidas por críticos e o público. No prefácio da segunda edição do almanaque, lançado em 1914 (ano de dissolução do grupo), a decepção de Kandinsky fica clara:
Um dos nossos objetivos - na minha opinião, um dos principais - dificilmente foi atingido. Consistia em demonstrar, por meio de exemplos, da justaposição prática e da demonstração teórica, que a questão da forma na arte é secundária, que na arte a questão é algo que diz respeito predominantemente ao conteúdo [...]. Talvez os tempos ainda não estejam maduros para “ouvir” e “ver” neste sentido.
Seu grande objectivo era reunir nestas exposições a vanguarda da arte europeia - artistas alemães, russos, franceses, italianos e outros, superando fronteiras e barreiras nacionais. Era o elemento artístico que deveria preponderar. De qualquer modo seus integrantes sofreram influências dos pintores franceses Cézanne e Matisse.

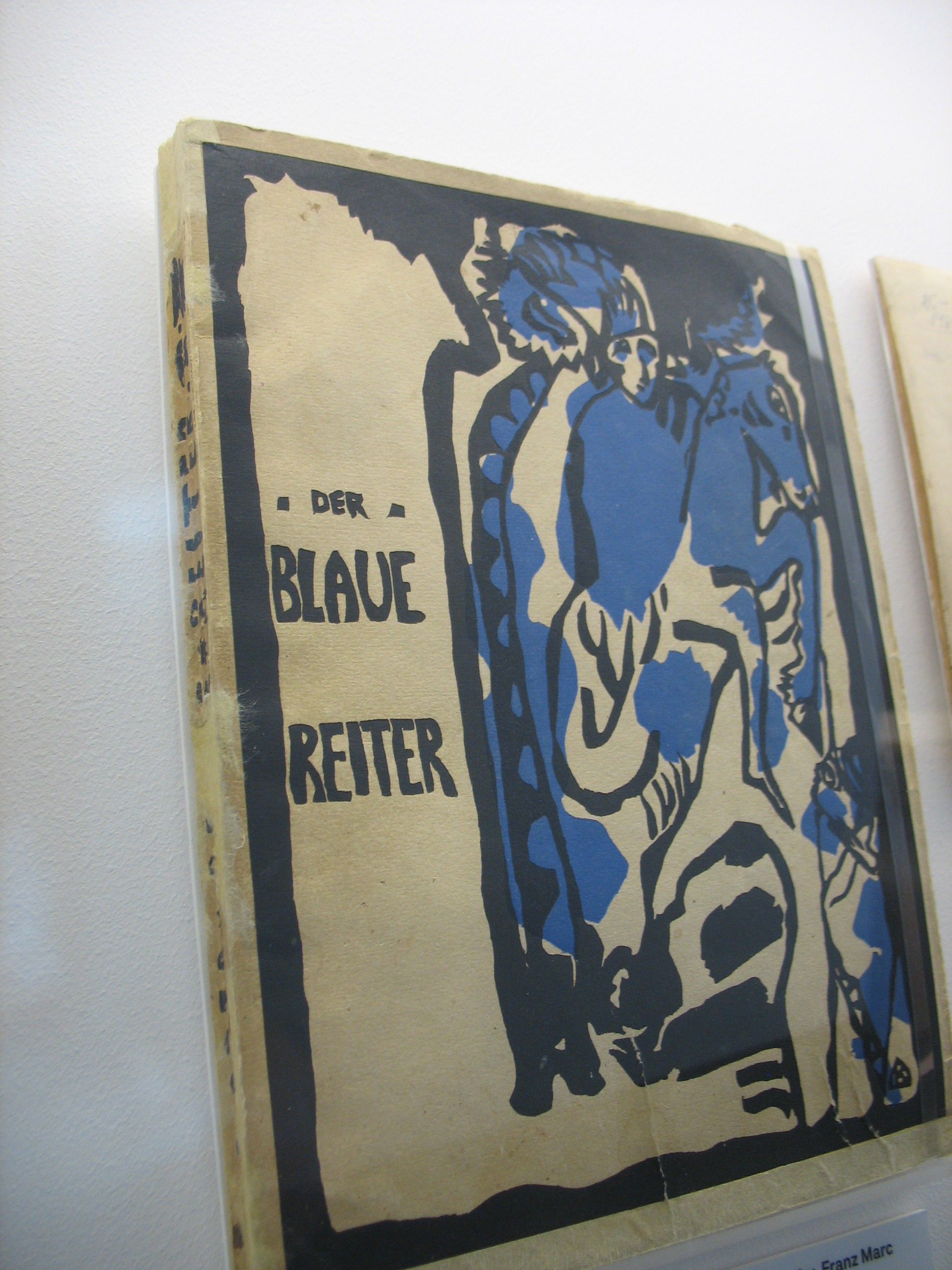
Almanaque Der Blaue Reiter de 1912, capa de autoria de Wassily Kandinsky.

Como pontos comuns aos principais elementos do grupo, destacam-se: a cor, luminosidade, textura, sentimento, entre muitos outros
- A dimensão lírica da cor, a claridade e luminosidade, pura e límpida, podendo ser dura/macia, quente/fria, doce/amarga;
- O dinamismo da forma, sobretudo a sua capacidade de fascinar, a sua magia interna, a sua emoção;
- A reconquista da pureza da natureza, com tendência emotiva e abstracta da superfície.

O nome Der Blaue Reiter teve origem na paixão de Marc pelos cavalos e no amor de Kandinsky pela cor azul. Para Kandinsky, o azul é a cor da espiritualidade e quanto mais escuro, mais desperta o desejo humano pelo eterno, conforme escreve em seu livro On the Spiritual in Art, (1911). Além disso Kandinsky havia criado uma obra com o mesmo nome  (Der Blaue Reiter), em 1903.
Kandinsky relatou em 1930 como o nome do grupo foi escolhido:
Franz Marc e eu escolhemos esse nome enquanto tomávamos café certo dia à sombra no terraço do Sindelsdorf. Nós dois gostávamos do azul, Marc no que dizia respeito aos cavalos, e eu, no que se referia aos cavaleiros. Assim, o nome se impôs naturalmente.
O grupo dissolveu-se com o início da Primeira Guerra Mundial, em 1914. Franz Marc e August Macke morreram em combate. Kandinsky e Marianne von Werefkin foram obrigados a voltar para a Rússia, em razão da nacionalidade. Também Alexej von Jawlensky teve que fugir e, como alguns outros artistas alemães, refugiou-se em Ascona, Suíça até fim da guerra , quando retornou a Munique. Em 1923 Kandinsky, Feininger, Klee e Alexej von Jawlensky formaram o grupo Die Blaue Vier ("Os Quatro Azuis"), e palestraram juntos nos Estados Unidos em 1924.

## Artistas
Franz Marc, Kandisky, Paul Klee, August Macke, Alexej von Jawlensky, Arnold Schönberg, David Burliuk e Natalia Goncharova.